# Haukadalur
Koordinaten: 64° 19′ N, 20° 18′ W
Das Haukadalur („Tal der Greifvögel“, Südisland) ist ein Tal mit einem Hochtemperaturgebiet nördlich des Laugarvatn am Fuße des Berges Laugarfjall rund um das aktive Vulkansystem des Großen Geysirs. Es liegt auf dem Gemeindegebiet von Bláskógabyggð.

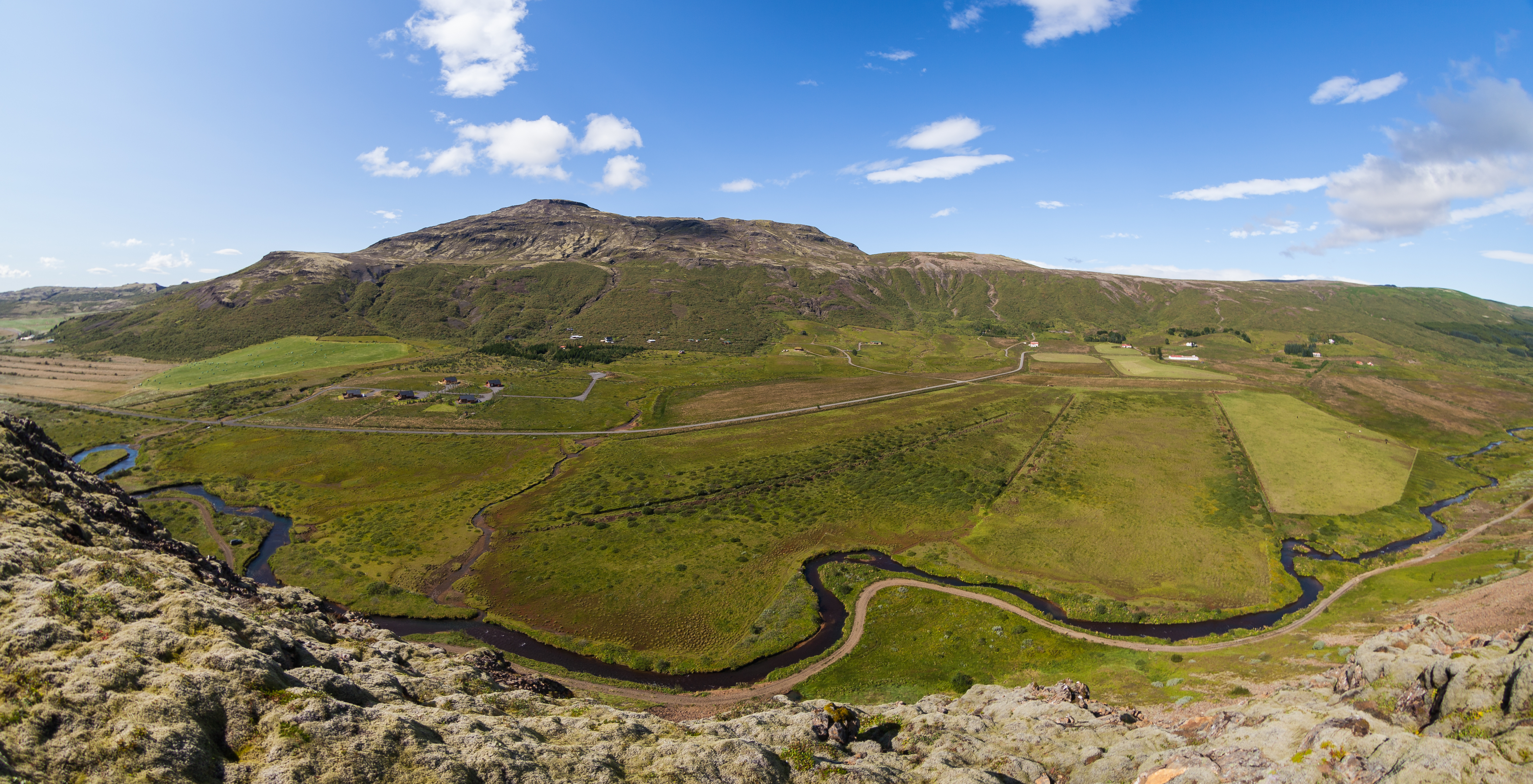
Blick von Haukadalur Tal aus Laugarfjall

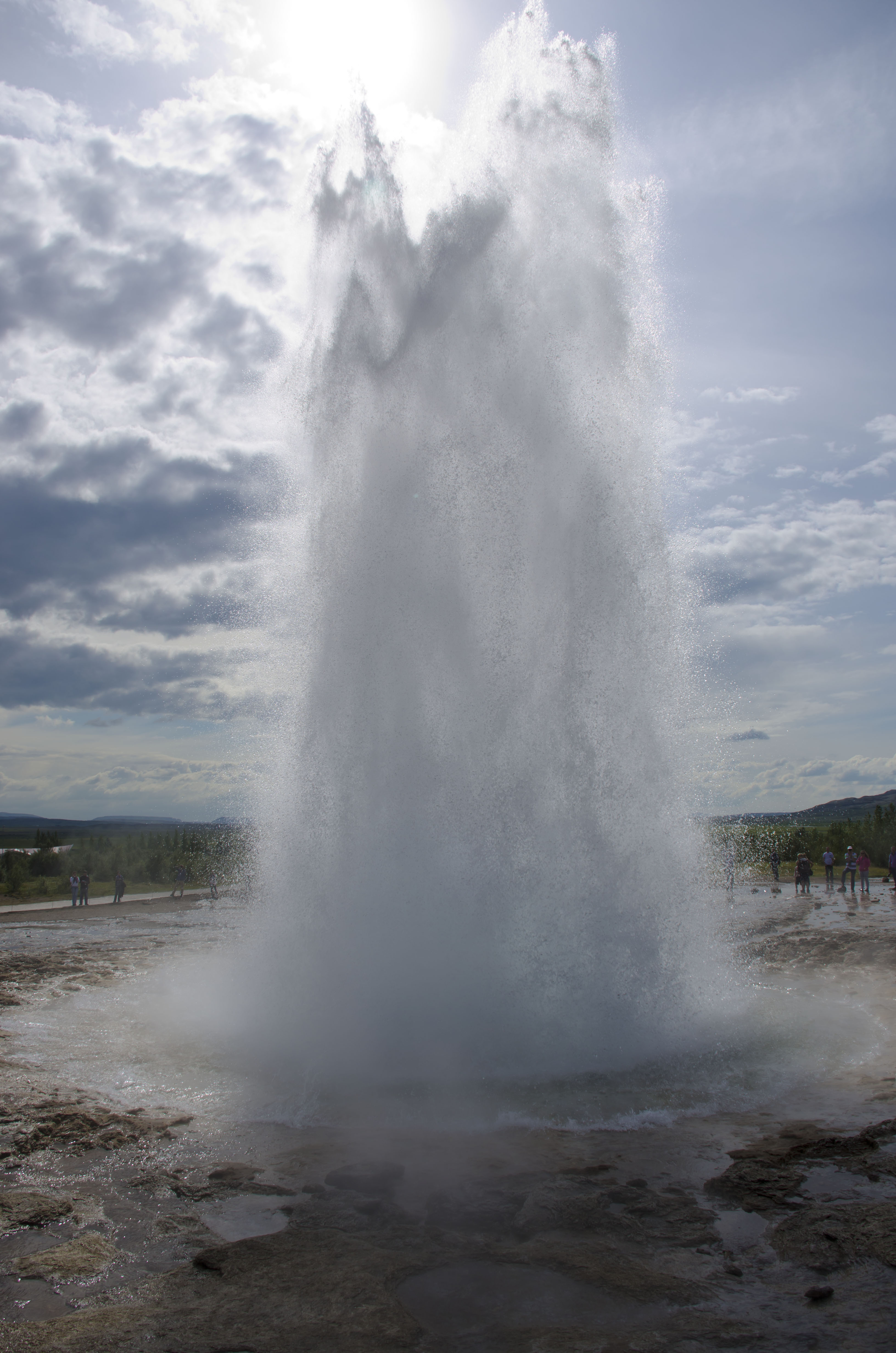
Ausbruch des Strokkur

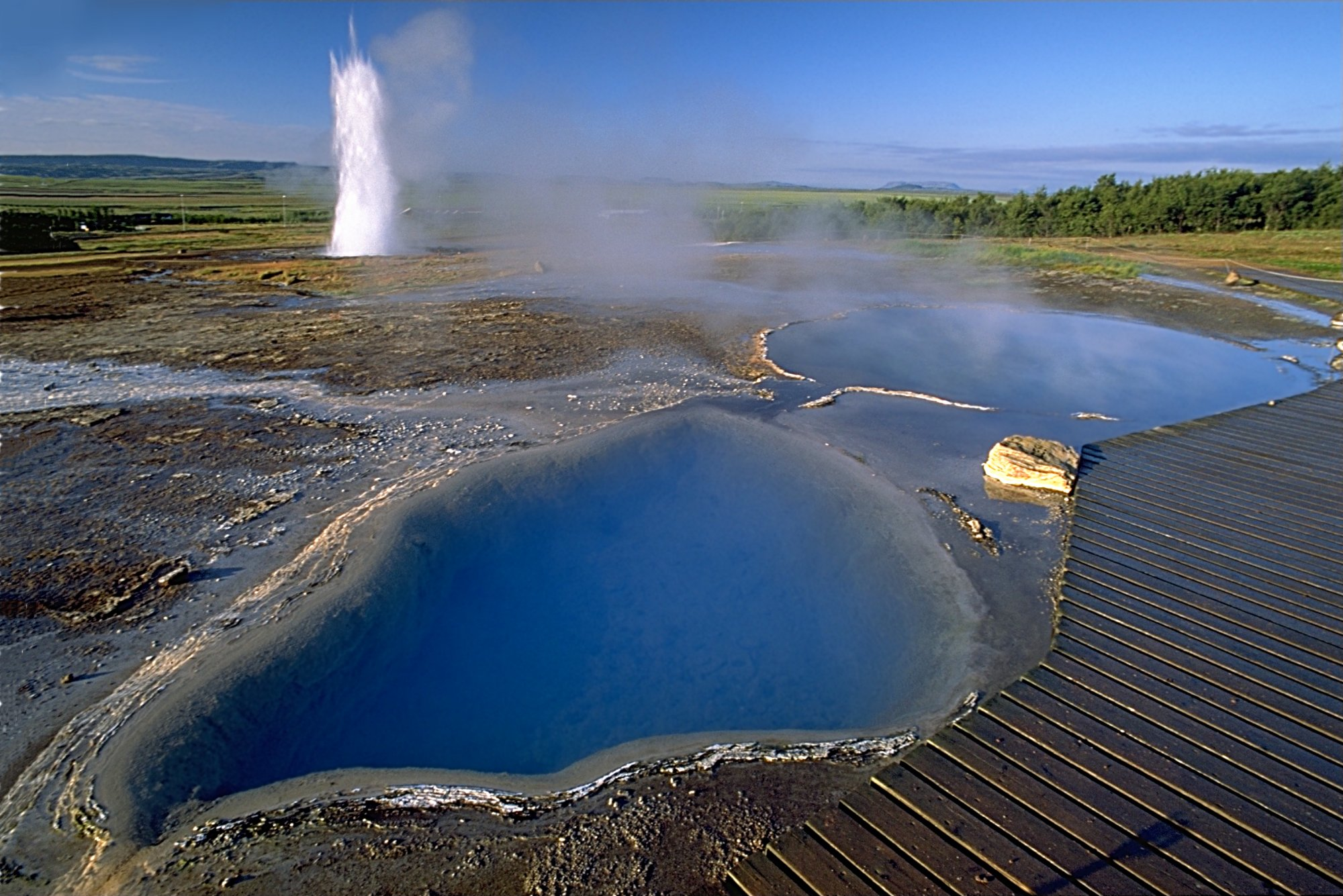
Im Vordergrund: Blesi, im Hintergrund: Eruption des Strokkur

## Springquellen- und Hochtemperaturgebiet
Das Hochtemperatursystem zu Füßen des Rhyolithdoms Laugarfjall weist eine Vielzahl von heißen Quellen auf, u. a. die Geysire, den Großen Geysir und Strokkur, die als Teil des Golden Circle zu den bekanntesten Touristenattraktionen Islands zählen. Allerdings bricht nur Strokkur regelmäßig mindestens alle 10 Minuten aus, der Große Geysir nur unregelmäßig. Daneben gibt es noch eine Vielzahl kleinerer heißer Quellen, z. B. die kieselgurhaltige und daher sehr blaue Blesi.

## Geschichte
In den 1890er Jahren versuchte der Bauer Sigurður Pálsson, der Besitzer des Gebiets, es an die isländische Regierung zu verkaufen. Sein Antrag wurde im Sommer 1893 abgelehnt. Zur selben Zeit besuchte der junge James Craig, späterer 1. Viscount Craigavon, die Geysir-Gegend und freundete sich mit Sigurður an. Nach der Ablehnung durch die Regierung kaufte Craig das Gebiet am 9. April 1894 um £ 100. Sein Vater, der durch Whiskey-Produktion in Belfast reich geworden war, missbilligte den „unsinnigen“ Kauf, sodass er die Liegenschaft bereits im Juli 1894 gegen einen geringen Betrag an seinen Verwandten Elliott Rogers wieder abgab. Dessen Neffe Hugh Charles Innes Rogers erbte sie später und versuchte sofort, sie zu verkaufen. Der isländische Unternehmer Sigurdur Jónasson, Direktor des staatlichen Tabakmonopols, kaufte das Gebiet für ISK 8000 und vermachte es im August 1935 dem isländischen Volk:

„Es ist meine feste Überzeugung, dass die Regierung einen Schatz wie Geysir besitzen soll, in erster Linie weil die Regierung Maßnahmen ergreifen muss, um Geysir vor Eingriffen zu schützen und es in einen Nationalpark umzuwandeln.“

## Pfarrhof Haukadalur

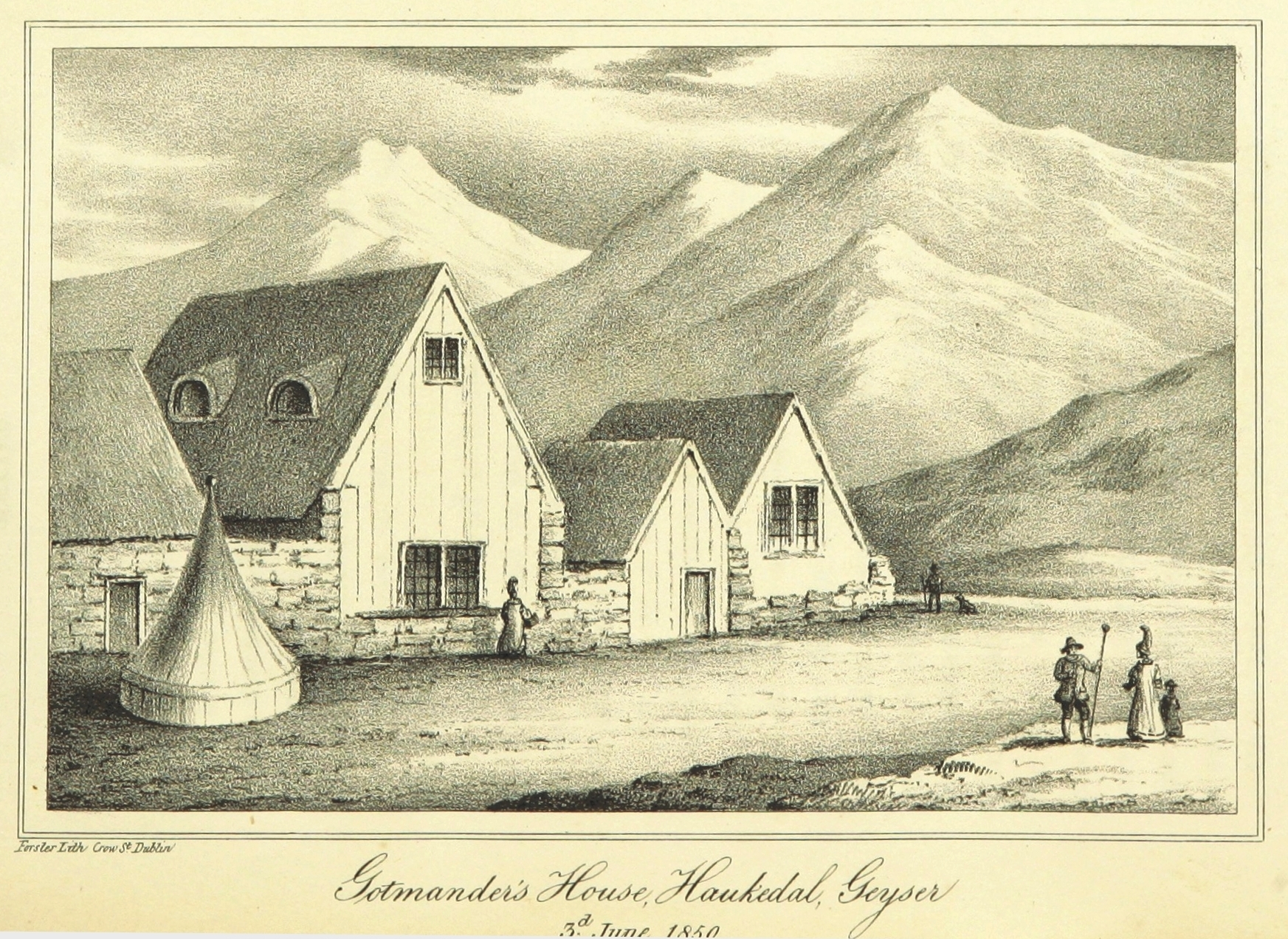
Besucher am Gotmandershof auf dem Weg zu den Geysiren (1850)

Der zu Beginn des 21. Jahrhunderts verlassene Pfarrhof von Haukadalur galt im Mittelalter als eines der wichtigsten Zentren der Gelehrsamkeit in Island.
Die Oberschicht schickte gerne ihre Söhne dorthin, um sie studieren und später Pfarrer, manche gar Bischof, werden zu lassen.
Im Kirchhof soll unter anderem lt. Volkssage der freundliche Troll Bergþór begraben liegen, der mit dem dortigen Bauern befreundet war und in einer Höhle im Berg Bláfell lebte und starb.

## Waldgebiet Haukadalsskógur
Bei der kleinen Kirche, die sich an der Stelle der berühmten Pfarrkirchen des Mittelalters befindet, liegen ausgedehnte Wälder, die zu den größten zusammenhängenden Waldgebieten Islands gehören.
Der Wald wurde Ende der 30er Jahre von dem Dänen Kristian Kirk begründet, der unter anderem Blautannen und Sitka-Fichten aus Alaska und Sibirien anpflanzte. 1940 schenkte er das 1600 ha umfassende Gebiet der isländischen Forstverwaltung als Staatseigentum.

### Zum Hochtemperaturgebiet
- Haukadalur im Global Volcanism Program der Smithsonian Institution (englisch)
- (zu den vulkan. Erscheinungsformen) (Memento vom 5. Dezember 2004 im Internet Archive)
- Photo: gleichzeitige Eruption von Geysir und Strokkur
- Die heißen Quellen im Haukadalur

### Zum Waldgebiet Haukadalsskógur
- Karte des Haukadalsskógur